# 費爾達 (佛羅里達州)
費爾達（英語：Felda）是位於美國佛羅里達州亨德里縣的一個人口普查指定地區。

## 地理
費爾達的座標為26°32′22″N 81°26′09″W / 26.53944°N 81.43583°W，而該地最高點為海拔高度11米（即36英尺）。

## 人口
根據2010年美國人口普查的數據，費爾達的面積為5.00平方千米，當中陸地面積為5.00平方千米，而水域面積為5.00平方千米。當地共有人口500人，而人口密度為每平方千米100人。